# Les Mondes de François Mitterrand
 (février 2013).
Si vous disposez d'ouvrages ou d'articles de référence ou si vous connaissez des sites web de qualité traitant du thème abordé ici, merci de compléter l'article en donnant les références utiles à sa vérifiabilité et en les liant à la section « Notes et références ».
Les Mondes de François Mitterrand est un essai biographique écrit par l'ancien ministre et secrétaire général de l'Élysée Hubert Védrine.

## Présentation
Le livre évoque l'utilisation du pouvoir pendant deux septennats entre 1981 et 1995, par le président François Mitterrand et les événements suivants :
- Crise des euromissiles et « guerre des étoiles »,
- Terrorisme, guerres et violence : le conflit du Golfe, le Proche-Orient, le drame yougoslave,
- Construction de l'Europe et réunification allemande.

Il traite aussi de la compétition entre l'Est et l'Ouest, l'effondrement du bloc communiste et le triomphe de l'économie de marché et la mondialisation.

## Autres livres de l'auteur
- L'hyperpuissance américaine, Fondation Jean-Jaurès, 2000
- Les cartes de la France à l'heure de la mondialisation, Fayard, 2000
- François Mitterrand : Un dessein, un destin, Gallimard, coll. Découvertes, 01/2006
- Continuer l'Histoire, Hubert Védrine, éditions Flammarion, 02/2007